# Studio 54 (Film)
Studio 54 (54 bzw. Fifty-Four) ist ein US-amerikanisches Filmdrama von Mark Christopher aus dem Jahr 1998 über den gleichnamigen Nachtclub in New York City.

## Handlung
Shane O’Shea lebt im Jahr 1979 in Jersey City. Eines Tages fährt er nach Manhattan, wo er für sich das in dieser Zeit angesagte Studio 54 entdeckt. Er bekommt dort einen Aushilfsjob als Barkeeper und trifft zahlreiche Prominente, darunter Andy Warhol.
O’Shea wird beliebt, man nennt ihn Shane 54. Besonders eng freundet er sich mit den Kollegen Anita und Greg Randazzo an. Es stellt sich heraus, dass Greg seinen Arbeitgeber Steve Rubell bestiehlt.
O’Shea verliebt sich in Julie Black, die ihn jedoch enttäuscht. Das Studio gerät ins Visier der Steuerfahnder, nachdem Rubell in einem Fernsehinterview andeutet, er begehe Steuerhinterziehung. Eines Tages singt Anita auf der Bühne, während ihrer Darbietung wird eine ältere Besucherin ohnmächtig und stirbt. Gleichzeitig durchsuchen die Behörden die Büroräume des Studios. Rubell wird verhaftet und zu einer 18-monatigen Gefängnisstrafe verurteilt.
Black bietet O’Shea Freundschaft an. Das Studio wechselt den Besitzer; die Off-Stimme O’Sheas sagt, die Szene sei langweilig geworden. Der neue Besitzer erlaubt Rubell nach dessen Entlassung, in den Studioräumen eine Party zu organisieren.

## Besetzung und Synchronisation
In Cameo-Auftritten sind unter anderen Sheryl Crow, Cindy Crawford, Heidi Klum, Donald Trump, Veronica Webb, Art Garfunkel, Peter Bogdanovich und Valerie Perrine zu sehen. Die deutsche Synchronisation entstand nach einem Dialogbuch von Nadine Geist unter der Dialogregie von Frank Schaff im Auftrag der FFS Film- & Fernseh-Synchron GmbH in Berlin.
| Figur          | Darsteller            | Deutscher Sprecher |
| -------------- | --------------------- | ------------------ |
| Shane O’Shea   | Ryan Phillippe        | Kim Hasper         |
| Anita Randazzo | Salma Hayek           | Dorette Hugo       |
| Julie Black    | Neve Campbell         | Irina von Bentheim |
| Steve Rubell   | Mike Myers            | Michael Nowka      |
| Billie Auster  | Sela Ward             | Rita Engelmann     |
| Greg Randazzo  | Breckin Meyer         | Robin Kahnmeyer    |
| Viv            | Sherry Stringfield    | Franziska Pigulla  |
| Disco Dottie   | Ellen Albertini Dow   | Luise Lunow        |
| Atlanta        | Cameron Mathison      | Dennis Schmidt-Foß |
| Romeo          | Noam Jenkins          | Stephan Ernst      |
| Buck           | Jay Goede             | Frank Schaff       |
| Tarzan         | Patrick Taylor        |                    |
| Grace O’Shea   | Heather Matarazzo     | Catrin Dams        |
| Ciel           | Erika Alexander       |                    |
| Ricko          | Mark Ruffalo          | Gunnar Helm        |
| Liz Vangelder  | Lauren Hutton         |                    |
| Ron            | Ron Jeremy            |                    |
| Andy Warhol    | Sean Gregory Sullivan |                    |
| Botschafter    | Michael York          | Andreas Grothusen  |
| Musikproduzent | Bruce MacVittie       |                    |
| Anthony        | Jason Andrews         | Gerald Paradies    |
| Key            | Domenick Lombardozzi  | Marcel Collé       |
| Truman Capote  | Louis Negin           | Thomas Hailer      |
| Harlan O’Shea  | Skipp Sudduth         | Axel Lutter        |
| VIP's          | Heidi Klum            | stumm              |
| VIP's          | Donald Trump          | stumm              |
| Daniel Lapaine | Marc                  | Peter Flechtner    |

## Produktion
Auf der Grundlage von zwei Kurzfilmen, die Mark Christopher gedreht hatte, überzeugte Miramax Films den Regisseur, einen abendfüllenden Spielfilm über das Studio 54 zu drehen. Er hatte fünf Jahre lang über den Club und die damalige Zeit recherchiert, während er an einem Drehbuch arbeitete. Miramax erwarb 1995 die Rechte des Drehbuchs und arbeitete über ein Jahr lang mit dem Regisseur an den Skript.
Studioleiter Harvey Weinstein und der Regisseur hatten allerdings unterschiedliche Vorstellungen von dem Film. Für den Regisseur war es ein „ein Film, der seiner Zeit voraus war“, mit einer unvollkommenen Hauptfigur, der „schwule Thematiken“ anspricht. Der Film sollte nach Ansicht des Regisseurs nicht das breite Publikum ansprechen. Weinstein hingegen wollte einen kommerzielleren Film in der Art von Saturday Night Fever (1977), bei dem die homosexuelle Thematik weggelassen wird. Laut Aussagen des Regisseurs, war die Popularität der Besetzung „die größte Belastung für den Film“. Während der Dreharbeiten im Herbst 1997 feierten Ryan Phillippe, Salma Hayek, Neve Campbell und Mike Myers bei anderen Filmen kommerzielle Erfolge. Miramax hegte dadurch die Hoffnung, dass ihr Film auch für den Mainstream attraktiv sein könnte.
Bei Testvorführungen – Anfang 1998 – kam die Ursprungsversion des Films beim Publikum nicht gut an. Der Regisseur kritisierte die Testvorführungen hinsichtlich der Ortswahl, denn sie testeten den Film nicht in den Städten, sondern in den Vororten. Das Testpublikum reagierte negativ auf die Bisexualität der Hauptfigur, insbesondere eine Kuss-Szene zwischen Shane und Greg, sowie auf das Ende des Films. Miramax forderte daraufhin, alle Andeutungen von Bisexualität aus dem Film zu tilgen. Weinstein setzte wenige Monate vor Veröffentlichung umfangreiche Änderungen und Nachdrehs durch. Bei der Postproduktion entbrannte ein Konflikt, da Weinstein ein zweites Autorenteam anheuerte. Diese sollte neue Szenen und Handlungsstränge ausarbeiten. Eine heterosexuelle Romanze zwischen Shane und Julie rückte ins Fokus, die bisexuelle Dreiecksbeziehung zwischen Phillippe, Hayek und Meyer wurde aus dem Drehbuch entfernt. Zudem wurden die homosexuellen Aspekte des Plots fast vollständig gestrichen und die Protagonisten sympathischer dargestellt. Der Regisseur durfte den Schnittraum nicht betreten. Obwohl er nach anfänglichem Widerstand zustimmte, die neuen Szenen zu drehen, bekam er die endgültige Schnittfassung bzw. Kinofassung erst bei der Premiere zu sehen. Dabei wurden etwa 45 Minuten Filmmaterial gekürzt und 25 Minuten aus den Nachdrehs hinzugefügt.
Die Dreharbeiten fanden zwischen September und November 1997 statt. Im Juni 1998 wurden einige Szenen nachgedreht. Der Film wurde hauptsächlich in Toronto gedreht, nur wenige Szenen entstanden in New York City.

## Veröffentlichung
Die Uraufführung fand am 24. August 1998 in Hollywood statt. Am 10. Dezember 1998 startete der Film in den deutschen Kinos sowie einen Tag darauf in der Schweiz. In Österreich startete der Film am 18. Dezember 1998.
Das Produktionsbudget des Films betrugen zunächst 8 Millionen US-Dollar. Miramax war von den ersten Aufnahmen so begeistert, dass sie eine weitere Million US-Dollar zur Verfügung stellten. Durch die von Miramax verlangten Nachdrehs, die rund 4 Millionen US-Dollar kosteten, erhöhten sich die Produktionskosten auf insgesamt 13 Millionen US-Dollar. In den Kinos der USA und Kanada spielte der Film rund 16,8 Millionen US-Dollar ein. An seinem ersten Wochenende spielte der Film rund 6,6 Millionen US-Dollar ein und war damit der vierterfolgreichste Film hinter Blade, Verrückt nach Mary und Der Soldat James Ryan. Der Film konnte die hohe Erwartungen an den Kinokassen nicht erfüllen, der Film gilt als kommerzieller Flop.
Die Kinofassung wurde in Deutschland auch auf DVD und Blu-ray veröffentlicht. Die US-amerikanische DVD enthält demgegenüber eine um 7 Minuten längere Fassung, die später auch in europäischen Ländern auf DVD und Blu-ray erschien – die sogenannte Extended Version. Auch für die Extended Version war der Regisseur nicht involviert. In den Jahren nach der Veröffentlichung der Kinofassung kursierte eine Bootleg-VHS-Version des zweistündigen Rohschnitts. Diese Fassung 2008 wurde bei einem New Yorker LGBTQ-Filmfestival vorgeführt; sie stieß auf positive Resonanz. Eine seinen ursprünglichen Intentionen entsprechende rekonstruierte Schnittfassung stellte der Regisseur 2015 auf der 65. Berlinale unter dem Titel 54: The Director’s Cut vor. In dieser Version wurden die 25 Minuten Material aus den Nachdrehs fast vollständig entfernt und dafür 36 Minuten Material aus der ursprünglichen Schnittfassung wieder eingefügt. Diese Fassung, eine Director’s Cut, ist 107 Minuten lang. Eine Blu-ray-Version der Director’s Cut mit deutscher Tonspur wurde 2016 von Arthaus Filmvertrieb veröffentlicht, diese enthält auch die Kinofassung.

## Rezeption

### Kinofassung
Studio 54 erhielt ein sehr schlechtes Presseecho, was sich auch in den Auswertungen US-amerikanischer Aggregatoren widerspiegelt. So erfasst Rotten Tomatoes größtenteils kritische Besprechungen und ordnet den Film dementsprechend als „Gammelig“ ein. Zusammenfassend heißt es dort: „[Der Film] ist ein kompromittierter und unzusammenhängender Blick auf die glorreichen Tage der Disco, der seiner integralen LGBTQ-Themen beraubt wurde.“ Laut Metacritic fallen die Bewertungen im Mittel „Grundsätzlich Ablehnend“ aus. Eine von CinemaScore vorgenommene Umfrage unter US-amerikanischen Kinobesuchern ergab eine Durchschnittsnote von C, was der deutschen Schulnote 3 bzw. befriedigend entspricht. Der Film war so umfangreich nachgedreht, umgeschnitten und umgestaltet worden, dass die Produzentin Dolly Hall ihn spöttisch „55“ nannte. In der Rückbetrachtung gilt die Kinofassung als Paradebeispiel für Harvey Weinsteins zu starkem Eifer, Filme zu „zerschneiden“. In der US-amerikanischen Filmbranche wird er unter anderem als „Harvey Scissorhands“ (deutsch „Harvey mit den Scherenhänden“) verschrien, eine Anspielung auf den Film Edward mit den Scherenhänden.

„Auf der Folie realer Gegebenheiten entwickelt sich eine ebenso rührselige wie belanglose Geschichte, die nicht den (Zeit-)Geist jener Jahre zu vermitteln versteht und lediglich rauschende Partys als einen permanenten Kostümball aneinanderreiht. Auch der überforderte Hauptdarsteller trägt zum Scheitern des Films bei.“

„Regisseur Mark Christopher versuchte hier das faszinierende Partyleben des Nachtclubs zu neuem Leben zu erwecken. Doch wenn die Feste seinerzeit so steril, leblos und voller endloser Labereien waren, fragt man sich, wie der Club zu einem solchen Ruhm gelangen konnte. Zwar bietet Mike Myers als Studiobesitzer Steven Rubell eine gute Performance und auch Salma Hayek ist sicher einer Augenweide, doch vollkommen uninspiriert torkelt hier Ryan Phillippe durch die Gegend.“

Salma Hayek und der Song If You Could Read My Mind wurden im Jahr 1998 für den ALMA Award nominiert. Heather Matarazzo wurde 1999 für den YoungStar Award nominiert. Ryan Phillippe und Ellen Albertini Dow (Disco Dottie) wurden 1999 für die Goldene Himbeere nominiert. Ryan Phillippe und Mike Myers wurden 2000 für den ungarischen Csapnivaló Award nominiert.

### Director’s Cut
Der Director’s Cut wurde von den Kritikern positiver aufgenommen, der Film genieße in LGBTQ-Gemeinde eine große Anhängerschaft. Der Director’s Cut mache es deutlich, dass vielversprechende Filme durch die Einmischung der Filmproduktion ruiniert wurden. Der Director’s Cut sei zwar kein „Meisterwerk“, aber ein „deutlicher Sprung nach oben“. Ryan Gilbey von The Guardian vergab 4 von 5 Sternen und urteilte lobend, dass die Director’s Cut „ein feierlicher Akt der Wiederauferstehung“ sei, der Film werde „seinen Platz im Rampenlicht oder unter der Glitzerkugel finden“. Oktay Ege Kozak schrieb in IndieWire, dass der Director’s Cut „immer noch nicht großartig, aber ein beachtlicher Schritt in die richtige Richtung“ sei. Der Film zeige „immer noch das den Figuren innewohnende Bedürfnis, ausgiebig zu feiern“, aber er spreche „auch zärtlich die spirituelle Nichtigkeit eines solch seichten Lebens an“. Durch die Ausrichtung des Regisseurs auf einen dunkleren und dramatischeren Ansatz, kommen die Darstellungen besser zur Geltung.